# Distelhausen

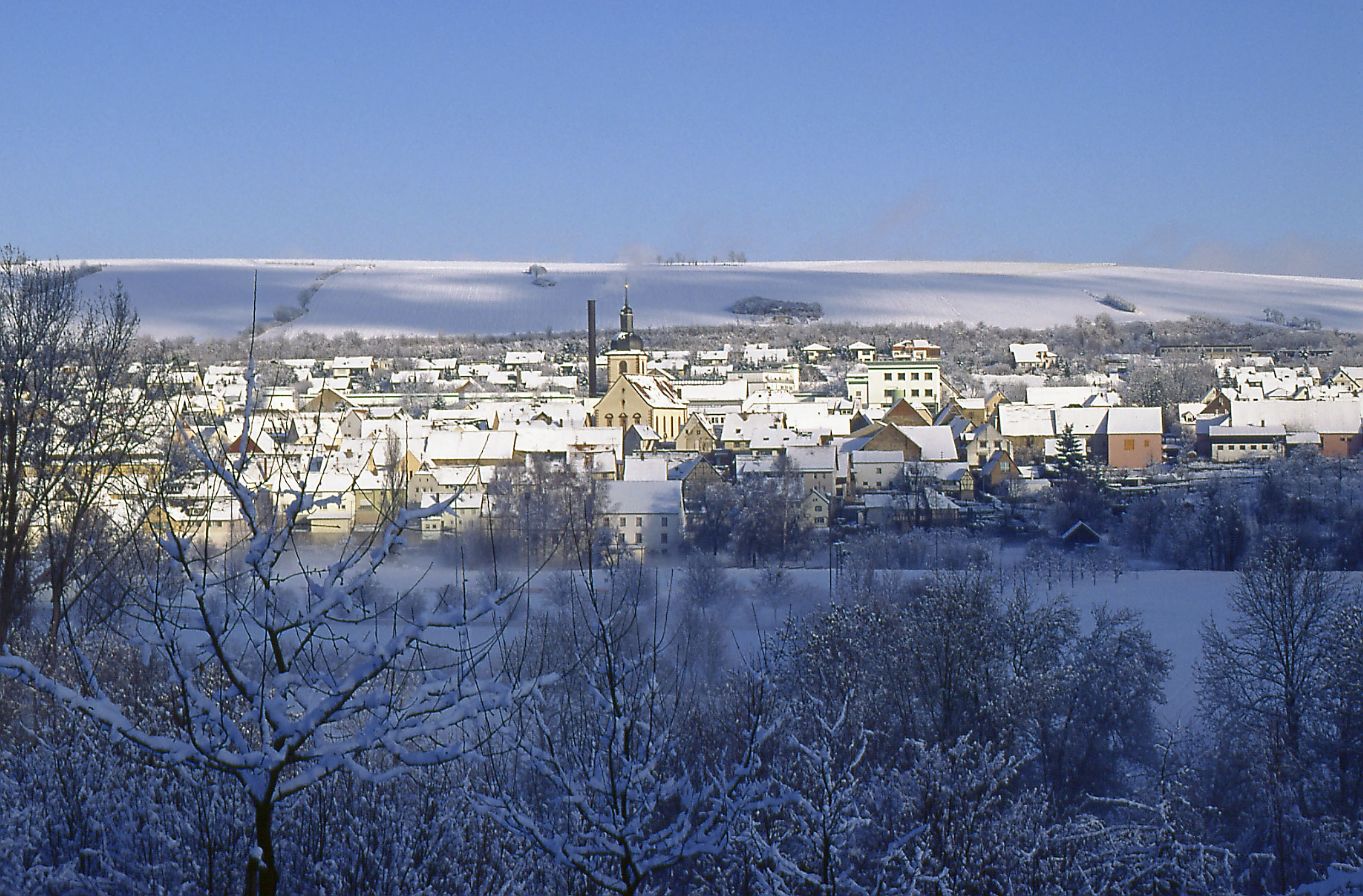
Distelhausen

Distelhausen es uno de los siete barrios de Tauberbischofsheim en el Distrito de Meno-Tauber del estado de Baden-Wurtemberg en Alemania. Tiene una población de 882 habitantes.

## Monumentos y sitios de interés

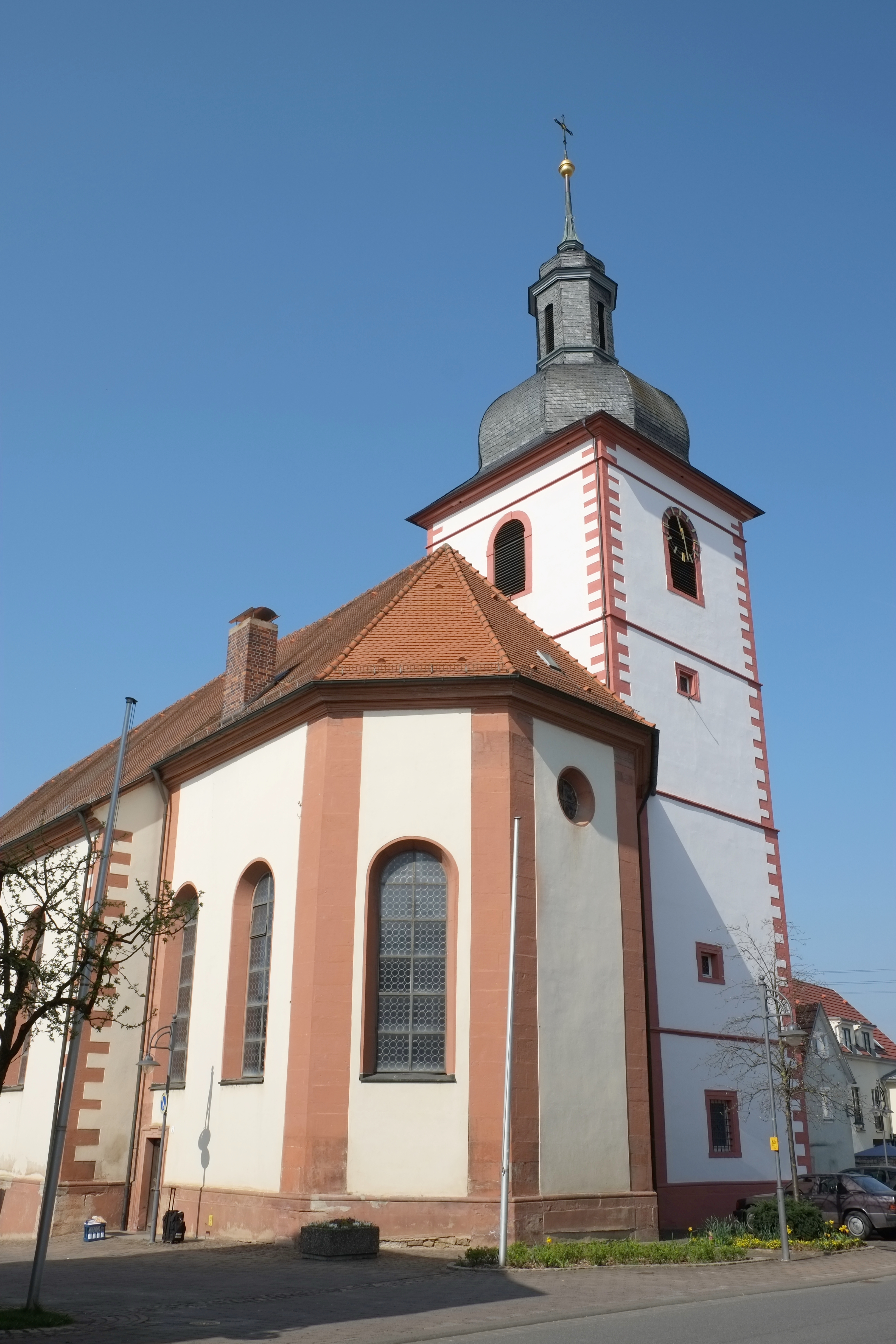
San Marcos (1810)
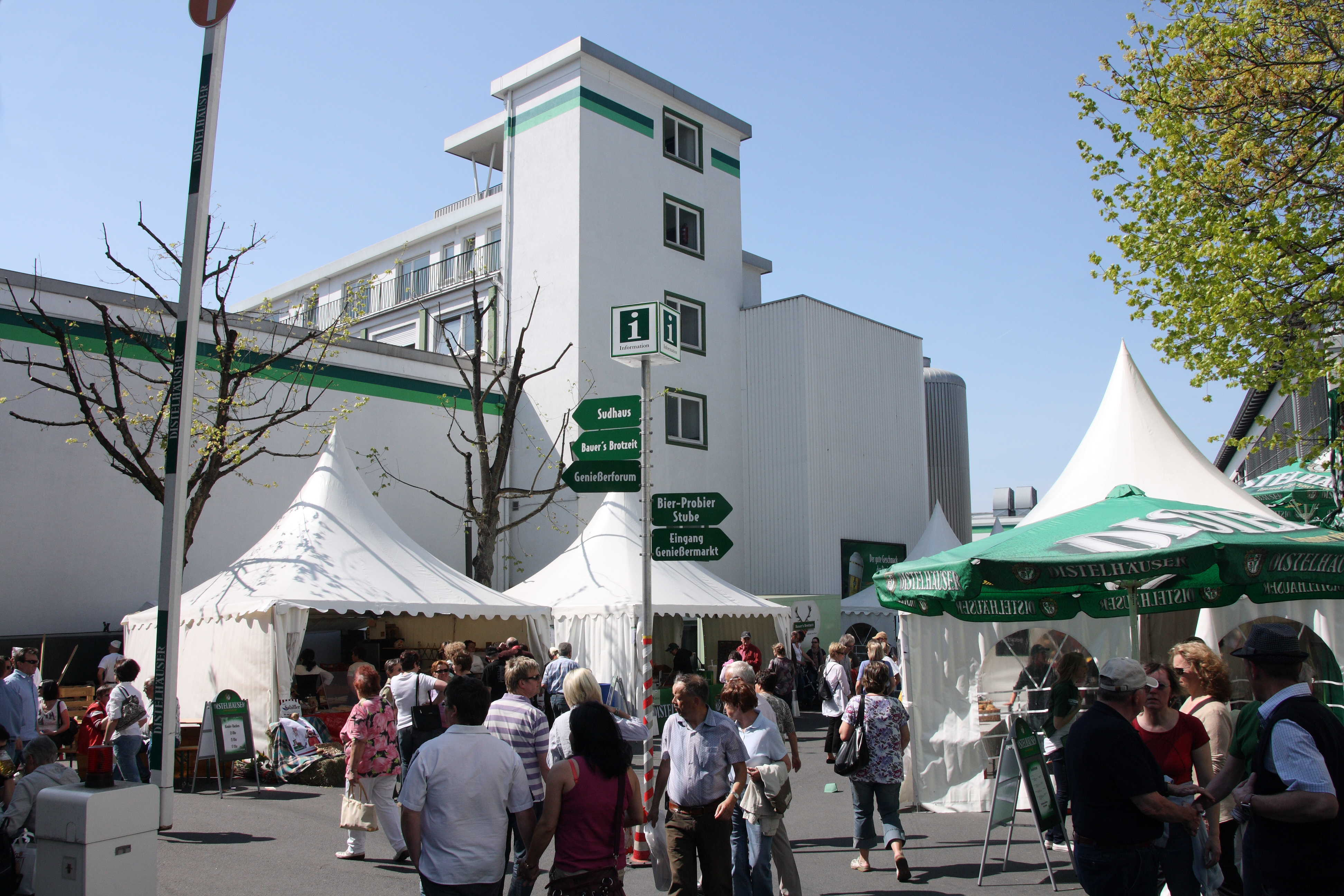
cervecería
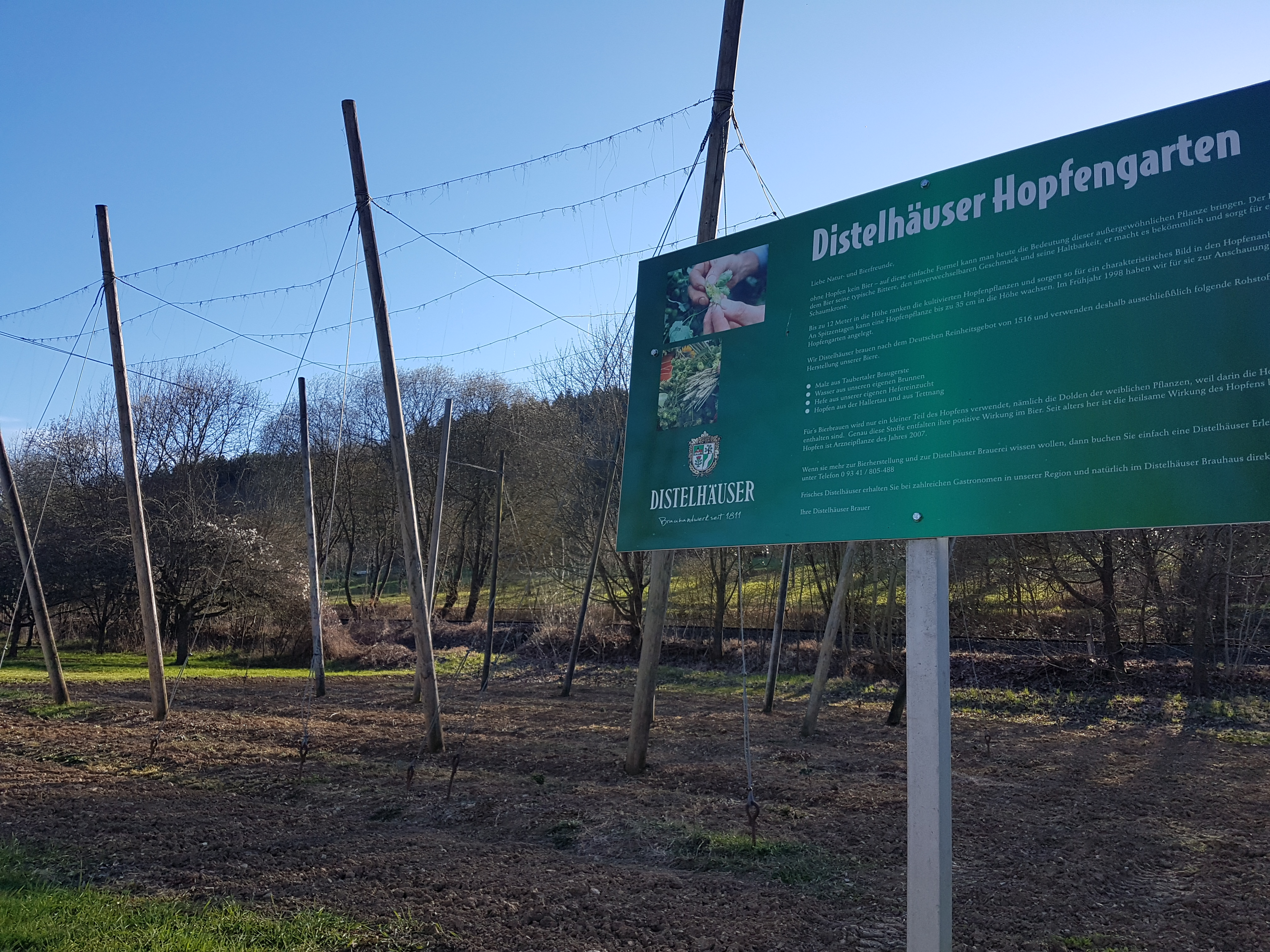
Jardín con lúpulo